# حسام مالك
حسام مالك ولد في 1 يناير/كانون الثاني 1995 في البصرة، هو لاعب كرة قدم عراقي يلعب كجناح لنادي نفط البصرة في دوري نجوم العراق.

## المسيرة الكروية

### بداية حياته المهنية
بدأ مالك لعب كرة القدم في أكاديمية الميناء،تمكن من الفوز مع فريق الميناء تحت16سنة بدوري شباب أندية البصرة في عام 2009.

### نفط البصرة
أنتقل عام 2011 للعب في نادي نفط البصرة في دوري نجوم العراق.في 6 مايو/آيار2011، سجل هدفه الأول في دوري نجوم العراق ضد الهندية، في مباراة انتهت بفوز نفط البصرة 1-0، مما أدى إلى هبوط الهندية إلى دوري الدرجة الأولى العراقي.

### القوة الجوية والعودة الى نفط البصرة
أنتقل في 30 يوليو/تموز2015 إلى نادي القوة الجوية،لم يلعب كثيرًا مع الفريق. بعد ثماني جولات في الدوري، اطلق سراحه من قبل إدارة النادي.
في 1 ديسمبر/كانون الأول 2015، خلال فترة الانتقالات الشتوية، أعاد نادي نفط البصرة التعاقد مع مالك بناءً على توصية المدرب الجديد حسن المولى.

### الميناء
وقع مالك مع نادي الميناء. في 8 يونيو/حزيران2016، وسجل 12 هدفًا خلال الموسمين الأولين وجدد عقده لموسم آخر.وفي موسم عانى فيه النادي من أزمة مالية وخلافات إدارية، نجح مالك في تسجيل 4 أهداف وجدد عقده لعام إضافي، على عكس بعض اللاعبين الذين رفضوا التجديد وانتقلوا إلى أندية أخرى.في موسمه الرابع مع النادي، سجل هدفين في ثماني مباريات، لكن أُلغي الدوري بسبب جائحة كوفيد-19.وفي الموسم التالي، تجدد عقد اللاعب،ولعب حتى 9 يونيو/حزيران2021، وسجل 6 أهداف خلال تلك الفترة، ولكن استغنت عنه إدارة النادي لأسباب فنية.

### العودة إلى نفط البصرة مرة أخرى
عاد مالك إلى نفط البصرة مرة أخرى في موسم 2021–22، وفي أول مباراة له أمام فريقه السابق الميناء سجل هدفاً في مباراة انتهت بفوز فريقه3–1، ليصبح هداف ديربي البصرة بأربعة أهداف. جدد عقده في أغسطس/آب 2022 لموسم إضافي.

## المسيرة الدولية
اختير مالك لأول مرة لتمثيل العراق في عام2012، أختاره مدرب تحت 17 عامًا عادل نعمة ليكون جزءًا من فريقه المكون من 23 لاعبًا للعب في الألعاب الرياضية المدرسية العربية في الكويت،فازوا بألعاب كرة القدم وحصلوا على الميداليات الذهبية. سجل مالك أول أهداف الفوز في المباراة النهائية.
استدعاه مدرب منتخب تحت 20 عامًا حكيم شاكر في أبريل/نيسان 2013 كجزء من تشكيلة مكونة من 26 لاعبًا لكأس العالم تحت 20 عامًا 2013. كما اختيرَ من قبل المدرب هادي مطنش ليكون ضمن الفريق الأولمبي للعب في دورة ألعاب التضامن الإسلامي 2013 في إندونيسيا.